# Liste de gares en Moldavie
La liste de gares en Moldavie, est une liste non exhaustive de gares ferroviaires du réseau des chemins de fer en Moldavie.

## Liste par ordre alphabétique

### B
- Gare de Bălți-Slobozia.

### C
- Gare de Chișinău.

### G
- Gare de Giurgiulești.

### T
- Gare de Tiraspol.

### U
- Gare de Ungheni.